# Exit...Stage Left
Albums de Rush
Moving Pictures (album)
(1981) Signals (album)
(1982)
Exit...Stage Left est le deuxième album live du groupe Rush, enregistré à Glasgow (Écosse) en 1980 et à Montréal (Québec, Canada) en 1981. Il était à l'origine disponible dans les bacs sous la forme d'un double vinyle.
Lors d'une interview publiée plusieurs années après la sortie de cet album, Alex Lifeson regrettait le fait que ce live ait été un peu trop retravaillé en studio. Néanmoins, il constitue un bon aperçu des années 1974-1981 avec quelques monuments comme Xanadu, Yyz, Spirit of Radio ou Tom Sawyer. Sans oublier une nouvelle version de La Villa Strangiato.

## Contenu de l'album
1. The Spirit Of Radio – 5:11 – issu de Permanent Waves
2. Red Barchetta – 6:46 – issu de Moving Pictures
3. YYZ (incluant un solo de batterie) – 7:43 – issu de Moving Pictures
4. A Passage To Bangkok – 3:45 – issu de 2112
5. Closer To The Heart – 3:08 – issu de A Farewell to Kings
6. Beneath, Between & Behind – 2:34 – issu de Fly by Night
7. Jacob's Ladder – 8:46 – issu de Permanent Waves
8. Broon's Bane – 1:37 – jamais sorti en album studio
9. The Trees – 4:50 – issu de Hemispheres
10. Xanadu – 12:09 – issu de A Farewell to Kings
11. Freewill – 5:31 – issu de Permanent Waves
12. Tom Sawyer – 4:59 – issu de Moving Pictures
13. La Villa Strangiato – 9:37 – issu de Hemispheres

## Personnel
- Geddy Lee : Chant, basse, pédalier Moog Taurus, guitare rythmique sur "A Passage to Bangkok" et "Xanadu", synthétiseurs
- Alex Lifeson : guitares acoustique et électrique, pédalier Moog Taurus, chœurs
- Neil Peart : batterie, percussions

Remarque : A Passage To Bangkok ne figure pas sur toutes les éditions de l'album.